# 그 남자의 방 그 여자의 집
《그 남자의 방 그 여자의 집》(영어: The Night We Never Met)은 미국에서 제작된 워런 라이트 감독의 1993년 로맨틱 코미디 영화이다. 매슈 브로더릭, 애너벨라 쇼라 등이 출연하였고, 마이클 파이저 등이 제작에 참여하였다.

## 출연
- 매슈 브로더릭
- 애너벨라 쇼라
- 케빈 앤더슨
- 진 트리플혼
- 저스틴 베이트먼
- 마이클 맨틀
- 크리스틴 버랜스키
- 도리스 로버츠
- 팀 기니
- 브래들리 화이트
- 그레그 거먼
- 데이나 휠러니컬슨
- 루이즈 래서
- 빌리 캠벨
- 미셸 허스트
- 루이스 블랙
- 란지트 초드리
- 나오미 캠벨
- 리처드 포
- 캐서린 호턴
- 브룩 스미스
- 비티 슈램
- 빌리 스트롱
- 캐서린 로이드 번스
- 마이클 임피리올리
- 폴 길포일
- 캐스린 로세터
- 메리 B. 매캔
- 게리 섄들링
- 도미닉 키어네이시

## 기타 제작진
- 공동 제작: 러드 시먼스
- 협력 제작: 메리 앤 페이지, 대니얼 로고신, 수전 사이덜먼
- 배역: 빌리 홉킨스, 수잰 크롤리
- 미술: 레스터 코언
- 의상: 엘런 러터